# Retrograde condensatie
Retrograde condensatie is het samenpersen van een gasmengsel in een transportbuis met het effect -condensatie- dat er een vloeistof ontstaat. Echter, bij nog meer samenpersen verdampt de vloeistof weer. Dit is omgekeerde (retrograde) condensatie van asymmetrische gasmengsels, met name ruw aardgas in een bodemreservoir. Vertonen 2e dauwpunt bij drukverlaging (expansie).
Johannes Petrus Kuenen is de ontdekker van de retrograde condensatie.